# Palacio de Justicia de París

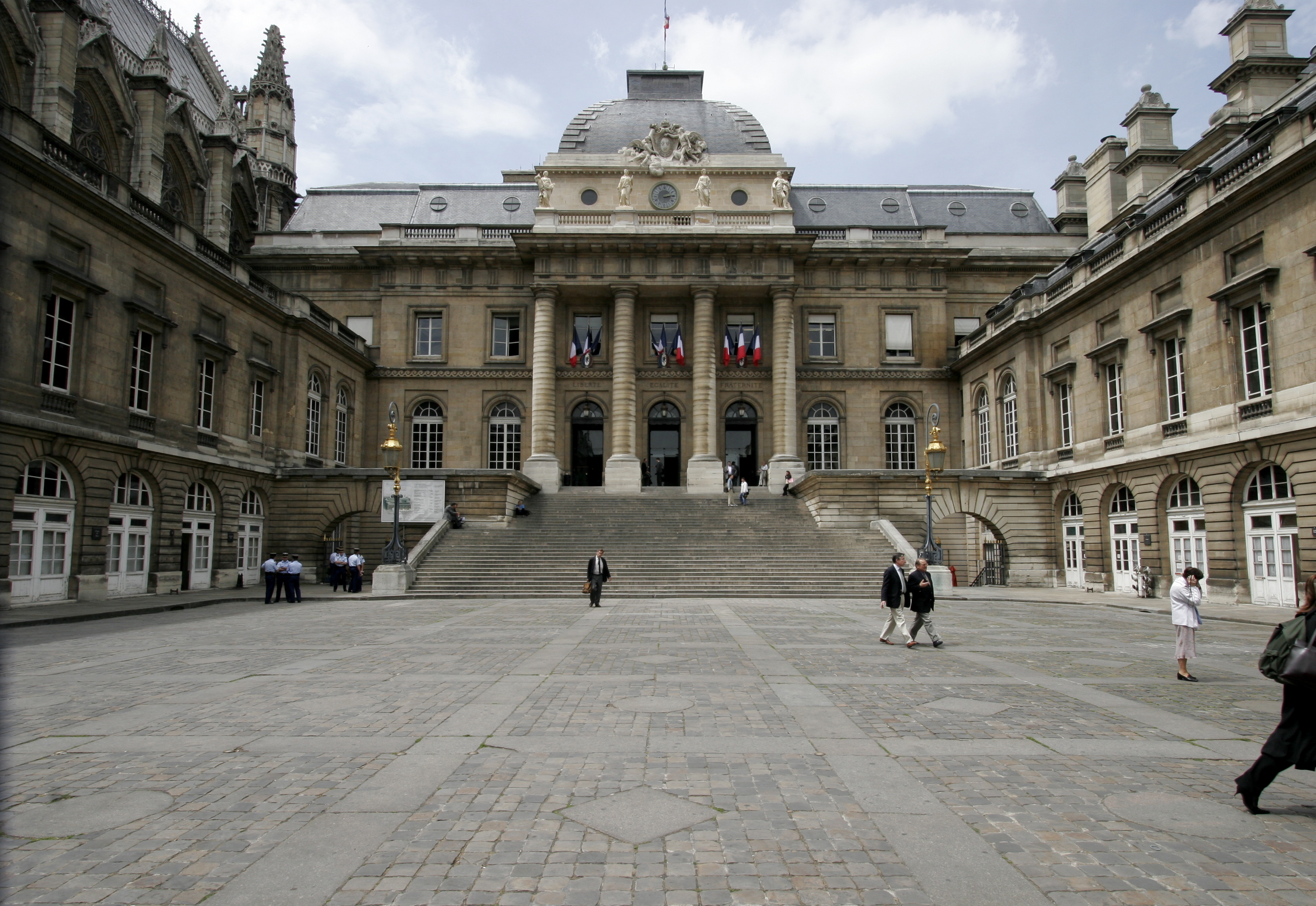
Cour du Mai

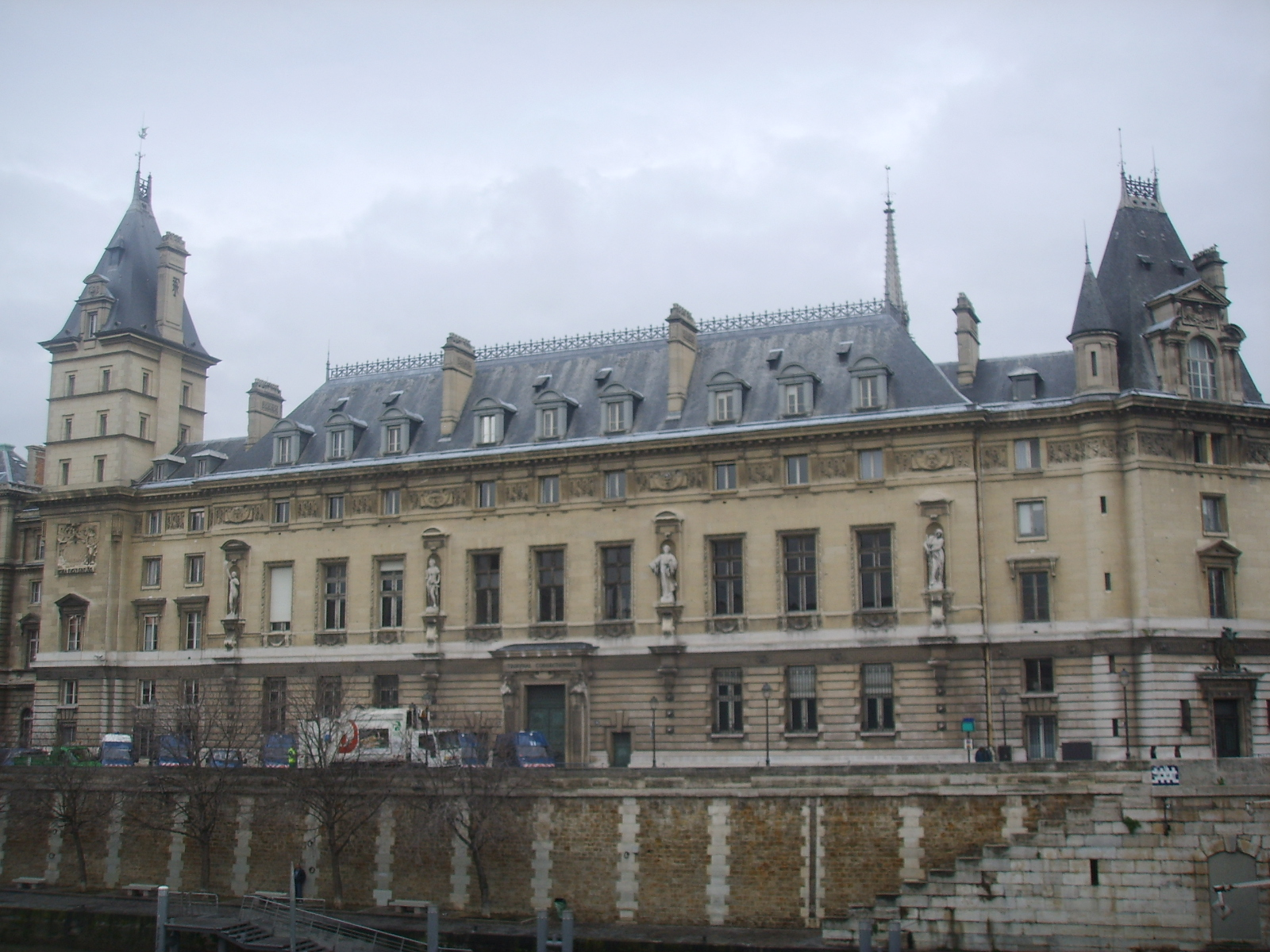
El lado sur

El Palacio de Justicia (en francés, Palais de Justice, pronunciación en francés: /palɛ də ʒystis/), situado en la Île de la Cité en el centro de París, Francia, está construido en el lugar del antiguo palacio real de San Luis, del cual permanece la Sainte Chapelle. Por tanto, la justicia del estado se ha dispensado en este lugar desde la época medieval. Desde el siglo XVI hasta la Revolución Francesa también era la sede del Parlamento de París. El Palacio de Justicia también contiene la antigua estructura de la Conciergerie, una antigua cárcel, en la actualidad un museo, donde estuvo encarcelada María Antonieta antes de ser ejecutada en la guillotina.
El edificio fue reconstruido entre 1857 y 1868 por los arquitectos Joseph-Louis Duc y Honoré Daumet. El exterior contiene esculturas de Jean-Marie Bonnassieux.
Abrió en octubre de 1868 con poca fanfarria, salvo la visita del Barón Haussmann, prefecto del Sena. Recibió el Grand Prix de l'Empereur como la mejor obra de arte realizada en Francia en la década.